# Félix Langlais
Pour les articles homonymes, voir Langlais.
Félix Langlais est un architecte français né dans l'ancien 6e arrondissement de Paris le 7 août 1827 et mort à Paris 8e le 27 janvier 1889.

## Biographie
Lauréat de la Société centrale des architectes, architecte attitré de la famille Rothschild en France, il est notamment l'auteur : 
- de plusieurs gares, abris et dépôts de la Compagnie des chemins de fer des Ardennes vers 1860[2], notamment ceux de la ligne de Creil à Beauvais[3] ainsi que la gare de Reims.
- des transformations effectuées à partir de 1878 pour Edmond de Rothschild dans l'hôtel de Pontalba, 41, rue du Faubourg-Saint-Honoré à Paris (8e arrondissement),
- d'un hôtel particulier 45 et 47 rue de Monceau à Paris (8e arrondissement) construit pour Adolphe de Rothschild (détruit),
- de plusieurs constructions édifiées 24 et 26 rue Jean-Goujon à Paris (8e arrondissement) pour Meyer-Alfonse-James de Rothschild,
- du château d'Armainvilliers (Seine-et-Marne) construit en style anglo-normand de 1880 à 1900, avec Émile Ulmann, pour Edmond de Rothschild
- des cinq immeubles de la place de Wagram à Paris (17e arrondissement)[4].